# Храм (рассказ)
«Храм» (англ. The Temple), в другом переводе «Храм (рукопись, найденная на побережье Юкатана)» — рассказ американского писателя Говарда Филлипса Лавкрафта, о невольном путешествии немецкого капитан-лейтенанта Карла-Генриха графа фон Альтберг-Эренштейна в Атлантиду на подводной лодке U-29 Рассказ был написан летом 1920 года и впервые опубликован в сентябре 1925 года в журнале «Weird Tales». Входит в собрание «Дагон и другие жуткие рассказы» (1986).

## Сюжет
Рассказ представляет собой предсмертную записку, найденную в бутылке на побережье Юкатана, что составил Карл-Генрих фон Альтберг-Эренштейн, капитан подлодки U-29. В июне 1917 года во время Первой мировой войны они потопили в Атлантическом океане британское торговое судно «Виктория», следовавшее из Нью-Йорка в Ливерпуль. На борт подняли матроса, который скончался держа в руках статуэтку из слоновой кости в виде головы юноши в лавровом венке. Команда выбросила мертвеца в океан, но увидела как труп ожил и уплыл, совершая гребки руками на манер пловца.

Подлодка начала охоту за лайнером «Дакия». Мюллер бредил о мертвецах за иллюминатором, среди которых были пассажиры с «Виктории». Мюллер и Циммер покончили с собой. Экипаж упустил «Дакию», поэтому курс был взят на базу немецких ВМС — город Вильгельмсхафен. В пути произошла поломка, после которой подлодка могла только погружаться, но не двигаться. Так они дрейфовали на юг, пока не наткнулись на американский корабль. При погружении возникла неисправность и подлодка не могла всплыть. Матросы твердили о забытых существах (англ. Forgotten things). Вспыхнул бунт. В ходе стычки с мятежниками Карл-Генрих застрелил всех шестерых членов экипажа. Лейтенант Кленц покинул подлодку со словами: «лучше покаяться и быть прощенными, чем презреть и быть проклятыми, да сжалятся боги над человеком, идем и будь безумен, пока ОН зовет в милости!». 

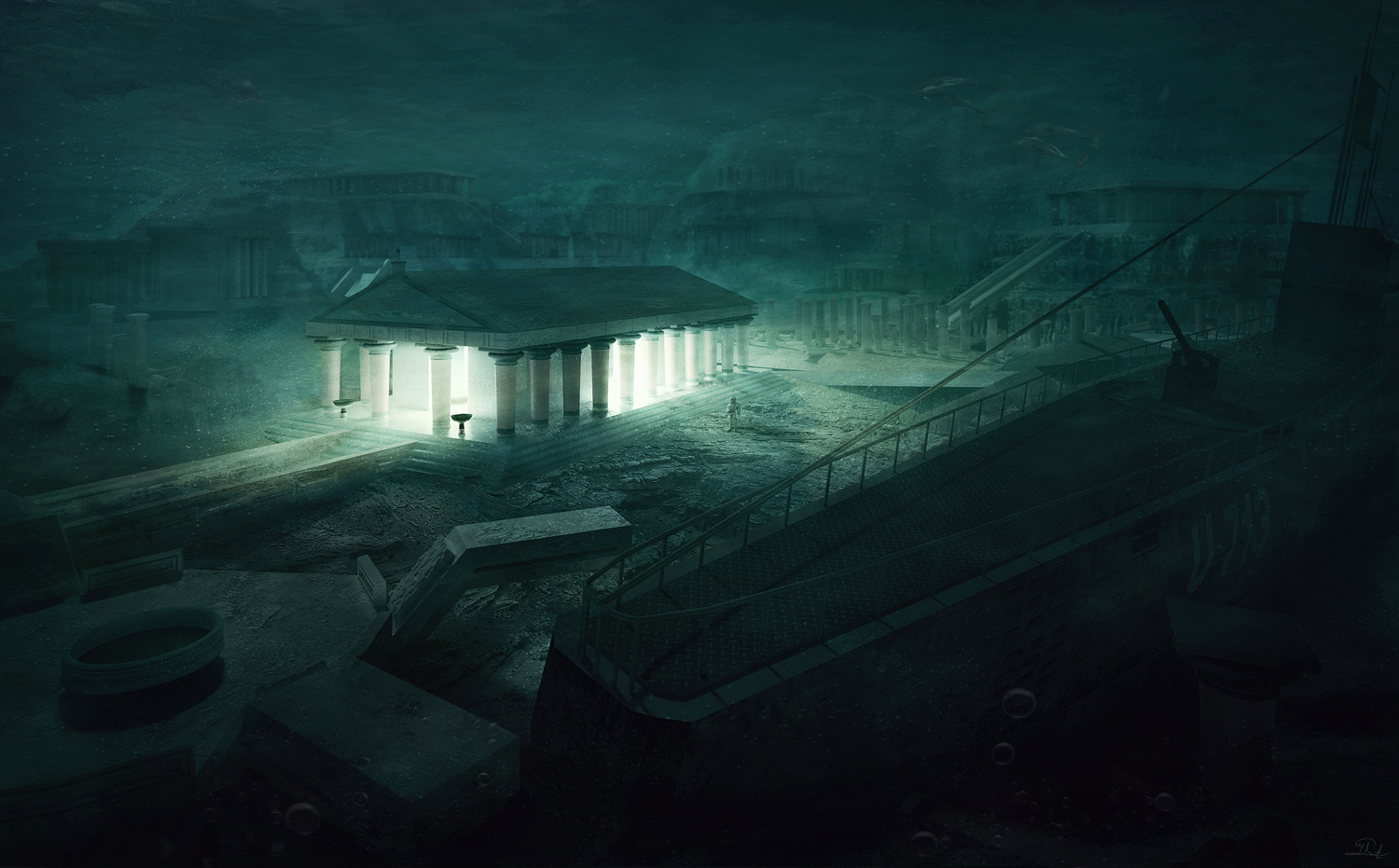
Иллюстрация Михаила Била

Карл-Генрих увидел на дне руины древнего города Атлантиды: очертания старинных судов и огромный обелиск, фута два толщиной, гладкий, с ровными сторонами и ровной плоской вершиной; все углы — прямые. В некоторых местах проглядывали очень правильные каменные блоки, уложенные искусственно. Обширным и сложным массивом разрушенных зданий величественной, хотя, и неузнаваемой архитектуры в разных степенях сохранности. Большинство было, видимо, из мрамора. Общий план говорил об огромном городе на дне узкой долины, с бесчисленными уединенными храмами и виллами на пологих склонах. Крыши обрушились, колонны подломились, но дух незапамятного древнего величия был еще жив. Здания были эллинистические по виду. Рядом было логово неописуемого морского чудовища, непроходимый лабиринт и храм Сияющего бога (англ. Radiant god) — как на той статуэтке. 
Подлодка осталась без электричества. Командор услышал музыку из храма, который горел фосфоресцирующим светом, будто, от светильника. Одев костюм, он совершил вылазку по Мертвому городу:   
Свет в храме — чистейшая иллюзия, и я умру спокойно, как истинный немец, в черных и забытых глубинах. Этот дьявольский смех, который я слышу, звучит только в моем слабеющем мозгу. Я тщательно надеваю свой костюм и отважно шагаю вверх по ступеням в древний храм, в эту молчащую тайну неизмеримых вод и сочтенных лет.

## Персонажи
- Карл-Генрих фон Альтберг-Эренштейн (англ. Karl Heinrich, Graf von Altberg-Ehrenstein) — граф, командор-лейтенант военно-морского флота Германской империи, капитан подводной лодки U-29. Гордился своей немецкой железной волей и что в любой ситуации он всегда немец, зная, что Фатерланд (с нем. — «страна отцов; отечество») почтит его память, и сыновья вырастут похожими на него.  Воспитан в лучших традициях прусской культуры; не отличался артистичностью. Все катастрофические события, он как пруссак переносил с легкостью. Застрелил всех шестерых членов экипажа.
- Лейтенант Кленц (англ. Lieutenant Kienze) — лейтенант на подлодке U-29. Ему не нравились предрассудки, поэтому сурово отчитал команду. Во время бунта бездействовал. Капитан отметил, что большего и не следовало ожидать от таких мягких женоподобных выходцев с Рейна, будучи всего лишь рейнландцем и плебеем. Капитан отметил, что у него пониженный интеллектуальный уровень и «не прусский» склад мышления: он подвержен игре ума и воображения.
- Матрос (англ. Seaman) — член экипажа «Виктори». Смуглый, возможно, итальянец или грек. Держал в руках статуэтку из слоновой кости.
- Шмидт (англ. Schmidt) — помогал выбрасывать за борт мертвого юношу с корабля «Виктори».
- Циммер (англ. Zimmer) — требовал выбросить статуэтку. Покончил с собой из-за преследовавших его страхов, хотя никто не видел, как он бросился за борт.
- Боцман Мюллер (англ. Boatswain Müller) — пожилой человек, мог бы быть и поумней, не будь он эльзасским свинопасом, полным предрассудков.
- Траут (англ. Traube) — призывал сдаться и особенно рьяно подбивал остальных на этот антигерманский акт, за что был застрелен лейтенантом Кленце.
- Инженеры Раабе и Шнайдер (англ. Engineers Raabe and Schneider) — инженеры, которые были убиты на месте при взрыве в машинном отделении.

## Критика
В «Энциклопедии Лавкрафта» говорится, что рассказ «омрачен грубой сатирой на милитаристские и шовинистические настроения главного героя» и страдает «переизбытком сверхъестественного со множеством странных событий, которые, похоже, и не объединяются в единое целое».

## Вдохновение
В рассказе можно найти некоторые размышления Лавкрафта о его впечатлениях от романа «Двадцать тысяч лье под водой».
Лавкрафт упоминает Атлантиду, родоначальником которой был Посейдон — бог морской стихии. В Древнегреческой мифологии «Сияющий бог» называют Аполлона или Гипериона.
В произведении заметны ранние элементы «Мифов Ктулху»: амфибии, город-лабиринт, рукотворный обелиск..
В фантастической литературе встречается прием, когда такие слова как «телепатия» или «сверхъестественный» заменяют на явления, такие как «свечение» или «чернота».

## Связь с другими произведениями
В рассказе «Дагон» описан неизвестный остров, который поднялся со дна Тихого океана, рукотворный обелиск и морское чудовище.  Моряк описывает амфибий и утверждает, что его зовет «Он» — что напоминает детали из рассказа «Дагон»
В рассказе «За стеной сна» встречается светящееся существо.
В рассказе «Безымянный город» встречается фраза «дух незапамятного древнего величия был еще жив».
В рассказе «Зов Ктулху» описан город Р'льех поднявшийся со дна Тихого океана.

## Комментарии
1. ↑  Здесь и далее все имена и названия приводятся по переводу О. Колесникова.